# Eleições autárquicas portuguesas de 1985 no distrito do Porto
| Eleições autárquicas portuguesas de 1985 Distritos: Aveiro \| Beja \| Braga \| Bragança \| Castelo Branco \| Coimbra \| Évora \| Faro \| Guarda \| Leiria \| Lisboa \| Portalegre \| Porto \| Santarém \| Setúbal \| Viana do Castelo \| Vila Real \| Viseu \| Açores \| Madeira |

## Resultados por concelho
Os resultados nos concelhos do Distrito do Porto foram os seguintes:

### Amarante
| Partido                 | Partido                   | Votos  | %               | +/-  | Vereadores | +/-     |
| ----------------------- | ------------------------- | ------ | --------------- | ---- | ---------- | ------- |
|                         | Partido Social Democrata  | 11 279 | 45,31 / 100,00  | 3,91 | 4 / 7      | Estável |
|                         | Partido Socialista        | 7 877  | 31,64 / 100,00  | 4,31 | 2 / 7      | 1       |
|                         | Centro Democrático Social | 3 093  | 12,42 / 100,00  | 2,69 | 1 / 7      | 1       |
|                         | Aliança Povo Unido        | 1 579  | 6,34 / 100,00   | 0,83 | 0 / 7      | Estável |
|                         | União Democrática Popular | 258    | 1,04 / 100,00   | 0,39 | 0 / 7      | Estável |
| Votos Inválidos         | Votos Inválidos           | 808    | 3,25 / 100,00   | 1,06 |            |         |
| Total                   | Total                     | 24 894 | 100,00 / 100,00 |      | 7 / 7      |         |
| Eleitorado/Participação | Eleitorado/Participação   | 37 483 | 66,41 / 100,00  | 5,97 |            |         |

### Baião
| Partido                 | Partido                       | Votos  | %               | +/-  | Vereadores | +/-     |
| ----------------------- | ----------------------------- | ------ | --------------- | ---- | ---------- | ------- |
|                         | Partido Socialista            | 6 609  | 52,81 / 100,00  | 2,75 | 4 / 7      | Estável |
|                         | Partido Social Democrata      | 4 476  | 35,77 / 100,00  | -    | 3 / 7      | -       |
|                         | Aliança Povo Unido            | 639    | 5,11 / 100,00   | 1,45 | 0 / 7      | Estável |
|                         | Partido Renovador Democrático | 332    | 2,65 / 100,00   | Novo | 0 / 7      | Novo    |
| Votos Inválidos         | Votos Inválidos               | 459    | 3,67 / 100,00   | 0,78 |            |         |
| Total                   | Total                         | 12 515 | 100,00 / 100,00 |      | 7 / 7      |         |
| Eleitorado/Participação | Eleitorado/Participação       | 17 741 | 70,54 / 100,00  | 3,19 |            |         |

### Felgueiras
| Partido                 | Partido                       | Votos  | %               | +/-  | Vereadores | +/-     |
| ----------------------- | ----------------------------- | ------ | --------------- | ---- | ---------- | ------- |
|                         | Partido Socialista            | 12 047 | 49,80 / 100,00  | 8,21 | 4 / 7      | 1       |
|                         | Partido Social Democrata      | 5 415  | 22,38 / 100,00  | -    | 2 / 7      | -       |
|                         | Centro Democrático Social     | 3 499  | 14,46 / 100,00  | -    | 1 / 7      | -       |
|                         | Partido Renovador Democrático | 1 293  | 5,34 / 100,00   | Novo | 0 / 7      | Novo    |
|                         | Aliança Povo Unido            | 1 216  | 5,03 / 100,00   | 0,15 | 0 / 7      | Estável |
| Votos Inválidos         | Votos Inválidos               | 723    | 2,99 / 100,00   | 0,63 |            |         |
| Total                   | Total                         | 24 193 | 100,00 / 100,00 |      | 7 / 7      |         |
| Eleitorado/Participação | Eleitorado/Participação       | 33 165 | 72,95 / 100,00  | 1,42 |            |         |

### Gondomar
| Partido                 | Partido                       | Votos  | %               | +/-   | Vereadores | +/-     |
| ----------------------- | ----------------------------- | ------ | --------------- | ----- | ---------- | ------- |
|                         | Partido Socialista            | 23 036 | 36,24 / 100,00  | 2,10  | 4 / 9      | Estável |
|                         | Partido Social Democrata      | 20 267 | 31,89 / 100,00  | 0,46  | 3 / 9      | Estável |
|                         | Aliança Povo Unido            | 11 923 | 18,76 / 100,00  | 1,98  | 2 / 9      | Estável |
|                         | Partido Renovador Democrático | 3 786  | 5,96 / 100,00   | Novo  | 0 / 9      | Novo    |
|                         | Centro Democrático Social     | 2 576  | 4,05 / 100,00   | 2,70  | 0 / 9      | Estável |
|                         | União Democrática Popular     | 329    | 0,52 / 100,00   | -     | 0 / 9      | -       |
| Votos Inválidos         | Votos Inválidos               | 1 641  | 2,58 / 100,00   | 0,16  |            |         |
| Total                   | Total                         | 63 558 | 100,00 / 100,00 |       | 9 / 9      |         |
| Eleitorado/Participação | Eleitorado/Participação       | 97 693 | 65,06 / 100,00  | 11,76 |            |         |

### Lousada
| Partido                 | Partido                  | Votos  | %               | +/-  | Vereadores | +/-     |
| ----------------------- | ------------------------ | ------ | --------------- | ---- | ---------- | ------- |
|                         | Partido Social Democrata | 9 520  | 54,34 / 100,00  | -    | 4 / 7      | -       |
|                         | Partido Socialista       | 6 338  | 36,18 / 100,00  | -    | 3 / 7      | -       |
|                         | Aliança Povo Unido       | 1 053  | 6,01 / 100,00   | 1,64 | 0 / 7      | Estável |
| Votos Inválidos         | Votos Inválidos          | 607    | 3,47 / 100,00   | 0,05 |            |         |
| Total                   | Total                    | 17 518 | 100,00 / 100,00 |      | 7 / 7      |         |
| Eleitorado/Participação | Eleitorado/Participação  | 25 622 | 68,37 / 100,00  | 5,80 |            |         |

### Maia
| Partido                 | Partido                       | Votos  | %               | +/-   | Vereadores | +/-     |
| ----------------------- | ----------------------------- | ------ | --------------- | ----- | ---------- | ------- |
|                         | Partido Social Democrata      | 24 864 | 60,53 / 100,00  | -     | 6 / 9      | -       |
|                         | Partido Socialista            | 8 142  | 19,82 / 100,00  | 17,68 | 2 / 9      | 2       |
|                         | Aliança Povo Unido            | 3 897  | 9,49 / 100,00   | 4,62  | 1 / 9      | Estável |
|                         | Partido Renovador Democrático | 2 843  | 6,92 / 100,00   | Novo  | 0 / 9      | Novo    |
|                         | União Democrática Popular     | 228    | 0,56 / 100,00   | 0,74  | 0 / 9      | Estável |
| Votos Inválidos         | Votos Inválidos               | 1 103  | 2,68 / 100,00   | 0,11  |            |         |
| Total                   | Total                         | 41 077 | 100,00 / 100,00 |       | 9 / 9      |         |
| Eleitorado/Participação | Eleitorado/Participação       | 61 546 | 66,74 / 100,00  | 7,56  |            |         |

### Marco de Canaveses
| Partido                 | Partido                   | Votos  | %               | +/-   | Vereadores | +/-     |
| ----------------------- | ------------------------- | ------ | --------------- | ----- | ---------- | ------- |
|                         | Centro Democrático Social | 13 480 | 57,51 / 100,00  | 26,92 | 5 / 7      | 2       |
|                         | Partido Social Democrata  | 4 712  | 20,10 / 100,00  | 9,76  | 1 / 7      | 1       |
|                         | Partido Socialista        | 3 557  | 15,17 / 100,00  | 14,59 | 1 / 7      | 1       |
|                         | Aliança Povo Unido        | 1 017  | 4,34 / 100,00   | 2,49  | 0 / 7      | Estável |
| Votos Inválidos         | Votos Inválidos           | 674    | 2,88 / 100,00   | 0,07  |            |         |
| Total                   | Total                     | 23 440 | 100,00 / 100,00 |       | 7 / 7      |         |
| Eleitorado/Participação | Eleitorado/Participação   | 31 099 | 75,37 / 100,00  | 2,27  |            |         |

### Matosinhos
| Partido                 | Partido                       | Votos   | %               | +/-   | Vereadores | +/-     |
| ----------------------- | ----------------------------- | ------- | --------------- | ----- | ---------- | ------- |
|                         | Partido Socialista            | 31 620  | 46,87 / 100,00  | 7,34  | 6 / 11     | Estável |
|                         | Partido Social Democrata      | 18 706  | 27,73 / 100,00  | 10,79 | 4 / 11     | 3       |
|                         | Aliança Povo Unido            | 8 003   | 11,86 / 100,00  | 2,81  | 1 / 11     | Estável |
|                         | Partido Renovador Democrático | 4 499   | 6,67 / 100,00   | Novo  | 0 / 11     | Novo    |
|                         | Centro Democrático Social     | 2 846   | 4,22 / 100,00   | 7,55  | 0 / 11     | 1       |
|                         | União Democrática Popular     | 258     | 0,46 / 100,00   | -     | 0 / 11     | -       |
| Votos Inválidos         | Votos Inválidos               | 1 477   | 2,29 / 100,00   | 0,13  |            |         |
| Total                   | Total                         | 67 462  | 100,00 / 100,00 |       | 11 / 11    | 2       |
| Eleitorado/Participação | Eleitorado/Participação       | 105 037 | 64,23 / 100,00  | 9,99  |            |         |

### Paços de Ferreira
| Partido                 | Partido                   | Votos  | %               | +/-   | Vereadores | +/-     |
| ----------------------- | ------------------------- | ------ | --------------- | ----- | ---------- | ------- |
|                         | Partido Social Democrata  | 11 736 | 61,07 / 100,00  | 12,97 | 5 / 7      | 1       |
|                         | Centro Democrático Social | 3 019  | 15,71 / 100,00  | 15,86 | 1 / 7      | 1       |
|                         | Partido Socialista        | 2 747  | 14,30 / 100,00  | 2,48  | 1 / 7      | Estável |
|                         | Aliança Povo Unido        | 1 321  | 6,87 / 100,00   | 0,67  | 0 / 7      | Estável |
| Votos Inválidos         | Votos Inválidos           | 393    | 2,05 / 100,00   | 0,27  |            |         |
| Total                   | Total                     | 19 216 | 100,00 / 100,00 |       | 7 / 7      |         |
| Eleitorado/Participação | Eleitorado/Participação   | 28 124 | 68,33 / 100,00  | 9,52  |            |         |

### Paredes
| Partido                 | Partido                   | Votos  | %               | +/-  | Vereadores | +/-     |
| ----------------------- | ------------------------- | ------ | --------------- | ---- | ---------- | ------- |
|                         | Centro Democrático Social | 14 811 | 45,44 / 100,00  | 1,43 | 4 / 7      | Estável |
|                         | Partido Social Democrata  | 8 829  | 27,08 / 100,00  | 6,39 | 2 / 7      | 1       |
|                         | Partido Socialista        | 6 433  | 19,73 / 100,00  | 5,56 | 1 / 7      | 1       |
|                         | Aliança Povo Unido        | 1 706  | 5,23 / 100,00   | 1,75 | 0 / 7      | Estável |
| Votos Inválidos         | Votos Inválidos           | 819    | 2,51 / 100,00   | 0,51 |            |         |
| Total                   | Total                     | 32 598 | 100,00 / 100,00 |      | 7 / 7      |         |
| Eleitorado/Participação | Eleitorado/Participação   | 44 620 | 73,06 / 100,00  | 3,33 |            |         |

### Penafiel
| Partido                 | Partido                       | Votos  | %               | +/-  | Vereadores | +/-     |
| ----------------------- | ----------------------------- | ------ | --------------- | ---- | ---------- | ------- |
|                         | Partido Socialista            | 16 260 | 50,21 / 100,00  | 6,74 | 4 / 7      | Estável |
|                         | Partido Social Democrata      | 10 314 | 31,85 / 100,00  | -    | 3 / 7      | -       |
|                         | Centro Democrático Social     | 2 807  | 8,67 / 100,00   | -    | 0 / 7      | -       |
|                         | Aliança Povo Unido            | 2 181  | 6,73 / 100,00   | 2,71 | 0 / 7      | Estável |
|                         | Partido Renovador Democrático | 0      | 0,00 / 100,00   | Novo | 0 / 7      | Novo    |
| Votos Inválidos         | Votos Inválidos               | 824    | 2,55 / 100,00   | 0,55 |            |         |
| Total                   | Total                         | 32 386 | 100,00 / 100,00 |      | 7 / 7      |         |
| Eleitorado/Participação | Eleitorado/Participação       | 43 063 | 75,21 / 100,00  | 1,79 |            |         |

### Porto
| Partido                 | Partido                       | Votos   | %               | +/-   | Vereadores | +/-     |
| ----------------------- | ----------------------------- | ------- | --------------- | ----- | ---------- | ------- |
|                         | Partido Social Democrata      | 58 824  | 36,07 / 100,00  | -     | 5 / 13     | -       |
|                         | Partido Socialista            | 43 682  | 26,78 / 100,00  | 7,67  | 4 / 13     | 1       |
|                         | Aliança Povo Unido            | 29 524  | 18,10 / 100,00  | 1,39  | 2 / 13     | Estável |
|                         | Centro Democrático Social     | 13 665  | 8,38 / 100,00   | -     | 1 / 13     | -       |
|                         | Partido Renovador Democrático | 12 089  | 7,41 / 100,00   | Novo  | 1 / 13     | Novo    |
|                         | União Democrática Popular     | 1 494   | 0,92 / 100,00   | 0,10  | 0 / 13     | Estável |
|                         | PCTP/MRPP                     | 355     | 0,22 / 100,00   | 0,03  | 0 / 13     | Estável |
| Votos Inválidos         | Votos Inválidos               | 3 467   | 2,12 / 100,00   | 0,08  |            |         |
| Total                   | Total                         | 163 100 | 100,00 / 100,00 |       | 13 / 13    |         |
| Eleitorado/Participação | Eleitorado/Participação       | 268 351 | 60,78 / 100,00  | 12,99 |            |         |

### Póvoa de Varzim
| Partido                 | Partido                   | Votos  | %               | +/-   | Vereadores | +/-     |
| ----------------------- | ------------------------- | ------ | --------------- | ----- | ---------- | ------- |
|                         | Centro Democrático Social | 14 494 | 54,04 / 100,00  | 18,07 | 4 / 7      | 1       |
|                         | Partido Social Democrata  | 6 488  | 24,19 / 100,00  | 3,98  | 2 / 7      | Estável |
|                         | Partido Socialista        | 3 239  | 12,08 / 100,00  | 9,50  | 1 / 7      | Estável |
|                         | Aliança Povo Unido        | 1 852  | 6,90 / 100,00   | 4,25  | 0 / 7      | 1       |
| Votos Inválidos         | Votos Inválidos           | 749    | 2,79 / 100,00   | 0,34  |            |         |
| Total                   | Total                     | 26 822 | 100,00 / 100,00 |       | 7 / 7      |         |
| Eleitorado/Participação | Eleitorado/Participação   | 38 524 | 69,62 / 100,00  | 4,44  |            |         |

### Santo Tirso
| Partido                 | Partido                       | Votos  | %               | +/-   | Vereadores | +/-     |
| ----------------------- | ----------------------------- | ------ | --------------- | ----- | ---------- | ------- |
|                         | Partido Socialista            | 22 153 | 44,43 / 100,00  | 1,13  | 5 / 9      | Estável |
|                         | Partido Social Democrata      | 20 094 | 40,30 / 100,00  | 14,45 | 4 / 9      | 2       |
|                         | Aliança Povo Unido            | 3 269  | 6,56 / 100,00   | 2,88  | 0 / 9      | 1       |
|                         | Partido Renovador Democrático | 3 256  | 6,53 / 100,00   | Novo  | 0 / 9      | Novo    |
| Votos Inválidos         | Votos Inválidos               | 1 085  | 2,18 / 100,00   | 0,53  |            |         |
| Total                   | Total                         | 49 857 | 100,00 / 100,00 |       | 9 / 9      |         |
| Eleitorado/Participação | Eleitorado/Participação       | 70 757 | 70,46 / 100,00  | 5,23  |            |         |

### Valongo
| Partido                 | Partido                       | Votos  | %               | +/-  | Vereadores | +/-     |
| ----------------------- | ----------------------------- | ------ | --------------- | ---- | ---------- | ------- |
|                         | Partido Socialista            | 12 451 | 41,71 / 100,00  | 0,65 | 3 / 7      | 1       |
|                         | Partido Social Democrata      | 9 649  | 32,32 / 100,00  | 7,32 | 3 / 7      | 1       |
|                         | Aliança Povo Unido            | 3 458  | 11,58 / 100,00  | 7,46 | 1 / 7      | Estável |
|                         | Partido Renovador Democrático | 1 863  | 6,24 / 100,00   | Novo | 0 / 7      | Novo    |
|                         | Centro Democrático Social     | 1 565  | 5,24 / 100,00   | 4,93 | 0 / 7      | Estável |
|                         | União Democrática Popular     | 186    | 0,62 / 100,00   | 0,04 | 0 / 7      | Estável |
| Votos Inválidos         | Votos Inválidos               | 681    | 2,29 / 100,00   | 0,47 |            |         |
| Total                   | Total                         | 29 853 | 100,00 / 100,00 |      | 7 / 7      |         |
| Eleitorado/Participação | Eleitorado/Participação       | 47 113 | 63,36 / 100,00  | 9,79 |            |         |

### Vila do Conde
| Partido                 | Partido                   | Votos  | %               | +/-  | Vereadores | +/-     |
| ----------------------- | ------------------------- | ------ | --------------- | ---- | ---------- | ------- |
|                         | Partido Socialista        | 19 420 | 58,74 / 100,00  | 4,62 | 5 / 7      | Estável |
|                         | Partido Social Democrata  | 8 813  | 26,66 / 100,00  | -    | 2 / 7      | -       |
|                         | Centro Democrático Social | 2 130  | 6,44 / 100,00   | -    | 0 / 7      | -       |
|                         | Aliança Povo Unido        | 1 884  | 5,70 / 100,00   | 4,04 | 0 / 7      | Estável |
| Votos Inválidos         | Votos Inválidos           | 815    | 2,66 / 100,00   | 1,19 |            |         |
| Total                   | Total                     | 33 062 | 100,00 / 100,00 |      | 7 / 7      |         |
| Eleitorado/Participação | Eleitorado/Participação   | 45 777 | 72,22 / 100,00  | 3,55 |            |         |

### Vila Nova de Gaia
| Partido                 | Partido                       | Votos   | %               | +/-   | Vereadores | +/-     |
| ----------------------- | ----------------------------- | ------- | --------------- | ----- | ---------- | ------- |
|                         | Partido Social Democrata      | 37 233  | 34,32 / 100,00  | 7,39  | 4 / 11     | 1       |
|                         | Partido Socialista            | 34 841  | 32,11 / 100,00  | 11,22 | 4 / 11     | 1       |
|                         | Aliança Povo Unido            | 15 918  | 14,67 / 100,00  | 2,37  | 2 / 11     | Estável |
|                         | Partido Renovador Democrático | 9 691   | 8,93 / 100,00   | Novo  | 1 / 11     | Novo    |
|                         | Centro Democrático Social     | 7 228   | 6,66 / 100,00   | 3,12  | 0 / 11     | 1       |
|                         | União Democrática Popular     | 446     | 0,41 / 100,00   | 0,38  | 0 / 11     | Estável |
|                         | Partido da Democracia Cristã  | 354     | 0,33 / 100,00   | -     | 0 / 11     | -       |
| Votos Inválidos         | Votos Inválidos               | 2 781   | 2,56 / 100,00   | 0,57  |            |         |
| Total                   | Total                         | 108 492 | 100,00 / 100,00 |       | 11 / 11    |         |
| Eleitorado/Participação | Eleitorado/Participação       | 171 352 | 63,32 / 100,00  | 11,85 |            |         |